# Mel Hopkins
Pour les articles homonymes, voir Hopkins.
Mel Hopkins (né le 7 novembre 1934 à Ystrad Rhondda au pays de Galles et mort le 18 octobre 2010 à Worthing en Angleterre) est un footballeur gallois ayant joué pour des équipes anglaises.

## Biographie
Il commence sa carrière au Tottenham Hotspur Football Club. 
En 1958, il est sélectionné par le pays de Galles pour participer à la Coupe du monde 1958 où son équipe atteint les quarts de finale. 
Il passe les cinq dernières saisons de sa carrière entre le Brighton & Hove Albion Football Club et le Bradford Park Avenue AFC.

## Équipes
- 1952-1964 :  Tottenham Hotspur
- 1964-1967 :  Brighton & Hove Albion
- 1968-1970 :  Bradford Park Avenue